# Final Step
Final Step is een Surinaamse muziekformatie.
De groep werd in 1993 opgericht en had rond 2010 twaalf leden uit verschillende bevolkingsgroepen. Ook de muziekkeuze is multicultureel, bestaande uit rock- en soulballads, zouk, soca, wave, dangdut en chutney-bubbling. De leadzangers van de groep waren toen Robby Soekatma, Jenifer Tordjo en Ristie Pawiroredjo.
VHP-leider Chan Santokhi vierde in 2014 zijn 55e verjaardag met muziek van Final Step. In 2019 kwamen er veel nieuwe, jongere bandleden bij Final Step en bleven Jenifer Tordjo en Clyde Sardani (alias Young Gun) als enige oudgedienden van de groep over.
Er wordt ook eigen muziek geschreven, zoals het lied Lieve schat van de hand van Tordjo dat rond 2003 bij Radio 10 en Radio Garuda op nummer 1 binnenkwam en uiteindelijk ook bij andere stations op de nummer 1-positie belandde. Ook wordt er voor andere artiesten geschreven. Zo bereikte Elisa Brasil van Sardani in de uitvoering van de Canadese zanger Elby in 2022 een nummer 1-hit in Suriname.